# بری-سنت-کریستف
بری-سنت-کریستف (به فرانسوی: Bray-Saint-Christophe) یک کمون در فرانسه است که در ان (ا-دو-فرانس) واقع شده‌است. بری-سنت-کریستف ۲٫۸۸ کیلومتر مربع مساحت دارد ۶۸ متر بالاتر از سطح دریا واقع شده‌است.